# Eufaula (Oklahoma)
Eufaula település az Amerikai Egyesült Államok Oklahoma államában, McIntosh megyében, melynek megyeszékhelye is. Lakosainak száma 2766 fő (2020. április 1.).

## Népesség
A település népességének változása:

| 2010 | 2 813 |
| 2020 | 2 766 |